# Estrecho de Dundas
El Estrecho de Dundas (en inglés: Dundas Strait) es una ruta marítima en el Territorio del Norte de Australia situada entre la isla de Melville y el parque nacional de Garig Gunak Barlu (Garig Gunak Barlu National Park), en la península de Cobourg. Se conecta el mar de Arafura en el golfo de Van Diemen.